# Antoine Duchesne
Antoine Duchesne (Saguenay, 12 september 1991) is een voormalig Canadees wielrenner.

## Carrière
Duchesne werd in 2013 opgevist door het Bontrager Cycling Team, dat bekend stond om het opleiden van jonge talenten. Na Jasper Stuyven, Lawson Craddock en Nathan Brown was Duchesne de vierde belofte uit de Bontrager-ploeg die een profcontract kreeg bij een World Tour-formatie.
In 2014 werd Duchesne meteen geselecteerd voor de selectie van de twee topklassiekers: Parijs-Roubaix en de Ronde van Vlaanderen, maar kon beide koersen niet uitrijden.
In 2016 nam Duchesne deel aan de wegwedstrijd op de Olympische Spelen in Rio de Janeiro, maar reed deze niet uit.

## Baanwielrennen

### Palmares
| Jaar     | CK                               | P-AK     | WK       | Overig   |
| Junioren | Junioren                         | Junioren | Junioren | Junioren |
| -------- | -------------------------------- | -------- | -------- | -------- |
| 2008     | Ploegkoers, Ploegenachtervolging |          |          |          |

## Wegwielrennen

### Overwinningen
2009
 Canadees kampioen tijdrijden, Junioren
2012
 Canadees kampioen op de weg, Beloften
2013
 Canadees kampioen op de weg, Beloften
2016
Bergklassement Parijs-Nice
2018
 Canadees kampioen op de weg, Elite

### Resultaten in voornaamste wedstrijden
| Jaar | Ronde van Italië | Ronde van Frankrijk | Ronde van Spanje |
| ---- | ---------------- | ------------------- | ---------------- |
| 2014 |                  |                     |                  |
| 2015 |                  |                     | 138e             |
| 2016 |                  | 107e                |                  |
| 2017 |                  |                     |                  |
| 2018 |                  |                     | 127e             |
| 2019 |                  |                     |                  |
| 2020 |                  |                     |                  |
| 2021 | 115e             |                     |                  |
| 2022 |                  | 62e                 |                  |

| Jaar | Gent-Wevelgem | Ronde van Vlaanderen | Parijs-Roubaix | Amstel Gold Race | E3 Harelbeke |  | WK op de weg |
| ---- | ------------- | -------------------- | -------------- | ---------------- | ------------ |  | ------------ |
| 2014 | opgave        | opgave               | opgave         |                  | 92e          |  |              |
| 2015 |               | 118e                 | 109e           |                  | 59e          |  | 61e          |
| 2016 |               | 52e                  | 58e            | 110e             | 25e          |  | opgave       |
| 2017 |               | 85e                  | opgave         |                  | 60e          |  | 120e         |
| 2018 | 108e          | opgave               | opgave         |                  |              |  | opgave       |
| 2019 |               | 100e                 |                |                  |              |  | opgave       |
| 2020 |               |                      |                |                  |              |  |              |
| 2021 |               | opgave               |                |                  |              |  | opgave       |
| 2022 |               |                      |                |                  |              |  |              |

## Ploegen
- 2012 –  SpiderTech powered by C10
- 2013 –  Bontrager Cycling Team
- 2014 –  Team Europcar
- 2015 –  Team Europcar
- 2016 –  Direct Énergie
- 2017 –  Direct Énergie
- 2018 –  Groupama-FDJ
- 2019 –  Groupama-FDJ
- 2020 –  Groupama-FDJ
- 2021 –  Groupama-FDJ
- 2022 –  Groupama-FDJ

Anderson · Bell · Boily · Boivin · Euser · Fairly · Gilbert · Houle · Künzli · Lacombe · Lambert-Lemay · de Luna · McCarty · Parisien · Roth · Routley · Selander · Vandborg · Vives · Duchesne (stagiair)
Arashiro · Berhane · Bernaudeau · Coquard · Cousin · Craven · Duchesne · Engoulvent · Gautier · Gène · Guillemois · Hurel · Jeandesboz · Jérôme · Kern · Lamoisson · Malacarne · Martinez · Méderel · Nauleau · Pichot · Quéméneur · Reza · Rolland · Sicard · Thurau · Tulik · Voeckler · Cardis (stagiair) · Cornu (stagiair) · Krainer (stagiair)
Arashiro · Bernaudeau · Boudat · Coquard · Cousin · Craven · Duchesne · Engoulvent · Gautier · Gène · Guillemois · Hurel · Jeandesboz · Jérôme · Lamoisson · Martinez · Méderel · Morice · Nauleau · Pichot · Quéméneur · Rolland · Sicard · Thévenot · Tulik · Voeckler · Guyot (stagiair) · Krainer (stagiair) · Sellier (stagiair)
Anderson · Boudat · Calmejane · Cardis · Chavanel · Coquard · Cornu · Duchesne · Gène · Grellier · Guillemois · Hurel · Jeandesboz · Morice · Nauleau · Petit · Pichot · Quéméneur · Sicard · Thévenot · Tulik · Voeckler · Gaillard (stagiair) · Ourselin (stagiair) · Sellier (stagiair)
Anderson · Boudat · Calmejane · Cardis · Chavanel · Coquard · Cornu · Duchesne · Gène · Grellier · Guillemois · Hivert · Hurel · Jeandesboz · Morice · Nauleau · Ourselin · Petit · Pichot · Quéméneur · Sicard · Tulik · Voeckler · Burgaudeau (stagiair) · Maitre (stagiair) · Orceau (stagiair)
Armirail · Bonnet · Cimolai · Delage · Démare · Duchesne · Gaudu · Guarnieri · Hoelgaard · Konovalovas · Ladagnous · Le Gac · Ludvigsson · Madouas · Molard · Morabito · Pinot · Preidler · Reichenbach · Roux · Roy · Sarreau · Seigle · Sinkeldam · Thomas · Vaugrenard · Vichot · Vincent
Armirail · Bonnet · Delage · Démare · Duchesne · Frankiny · Gaudu · Geniets · Guarnieri · Hoelgaard · Konovalovas · Küng · Ladagnous · Le Gac · Ludvigsson · Madouas · Molard · Morabito · Pinot · Preidler · Reichenbach · Roux · Sarreau · Scotson · Seigle · Sinkeldam · Thomas · Vaugrenard · Vincent · Brunel (stagiair) · Jerman (stagiair) · Louvel (stagiair)
Armirail · Bonnet · Brunel · Delage · Démare · Duchesne · Frankiny · Gaudu · Geniets · Guarnieri · Gugliemi · Konovalovas · Küng   · Ladagnous · Le Gac · Lienhard · Ludvigsson · Madouas · Molard · Pinot · Reichenbach · Roux · Sarreau · Scotson · Seigle · Sinkeldam · Thomas · Vincent · Davy (stagiair) · Stewart (stagiair)
Armirail · Badilatti · van den Berg · Bonnet · Brunel · Davy · Delage · Démare · Duchesne · Gaudu · Geniets · Guarnieri · Gugliemi · Konovalovas · Küng     · Ladagnous · Le Gac · Lienhard · Ludvigsson · Madouas · Molard · Pinot · Reichenbach · Roux · Scotson · Seigle · Sinkeldam · Stewart · Thomas · Valter
Armirail · Askey · Badilatti · Davy · Démare · Duchesne · Gaudu · Geniets · Guarnieri · Konovalovas · Küng   · Ladagnous · Le Gac · Lienhard · Ludvigsson · Madouas · Molard · Pacher · Penhoët (vanaf 1/8) · Pinot · Reichenbach · Roux · Scotson · Sinkeldam · Stewart · Storer · Valter · van den Berg · Welten